# Ifra Hormizd
Ifra Hormizd (en moyen persan : Farāya Ōhrmazd) est une femme noble sassanide du IVe siècle apr. J.-C.. Elle est épouse de Hormizd II (r. 302-309) et mère de Sapor II (r. 309-379). Vu la crise de succession à la suite du décès de Hormizd II, les nobles du pays se résolvent à remettre le gouvernement à son dernier enfant, qui ne naît pas encore à Ifra. Alors le couronnement s'effectue sur le ventre de cette dernière qui va diriger le pays avec les nobles du pays jusqu'à ce que l'enfant, nommé Chapour, atteingne l'âge adulte.
Ifra est née d'un père juif, mais se convertit plus tard au christianisme. Il y a plusieurs références historiques à propos de les relations amicales et de la coopération d'Ifra avec les Juifs à la cour pour les aider atteindre leurs objectifs. Son nom est également mentionné dans cinq récits du Talmud , où elle représentée comme une reine qui s'intéresse beaucoup au judaïsme.

## Origine
Il n'y a guère d'informations sur l'origine et la jeunesse d'Ifra Hormizd. Le nom exact d’Ifra Hormizd n'est guère connu et son nom n'est mentionné que dans quelques sources juives. Il peut avoir comme l'origine Farāya Ōhrmazd (« bien-aimée de Hormizd »). Elle est présumée d'appartenir à la dynastie arsacide ; Jean Malalas, se référant à Magnus de Carrhes, appelle Sapor II comme « Chapour Arsacide » (« Chapour de la Maison d'Arsace ») ; la seule justification pour cette proclamation est de considérer Chapour d'une descendance arsacide de la part de sa mère. Selon une chronique nestorienne, pourtant, Ifra Hormizd est d'abord juive du côté de son père, et se convertit ultérieurement au christianisme sous l'influence de Simon bar Sabbae.

## Accession au trône

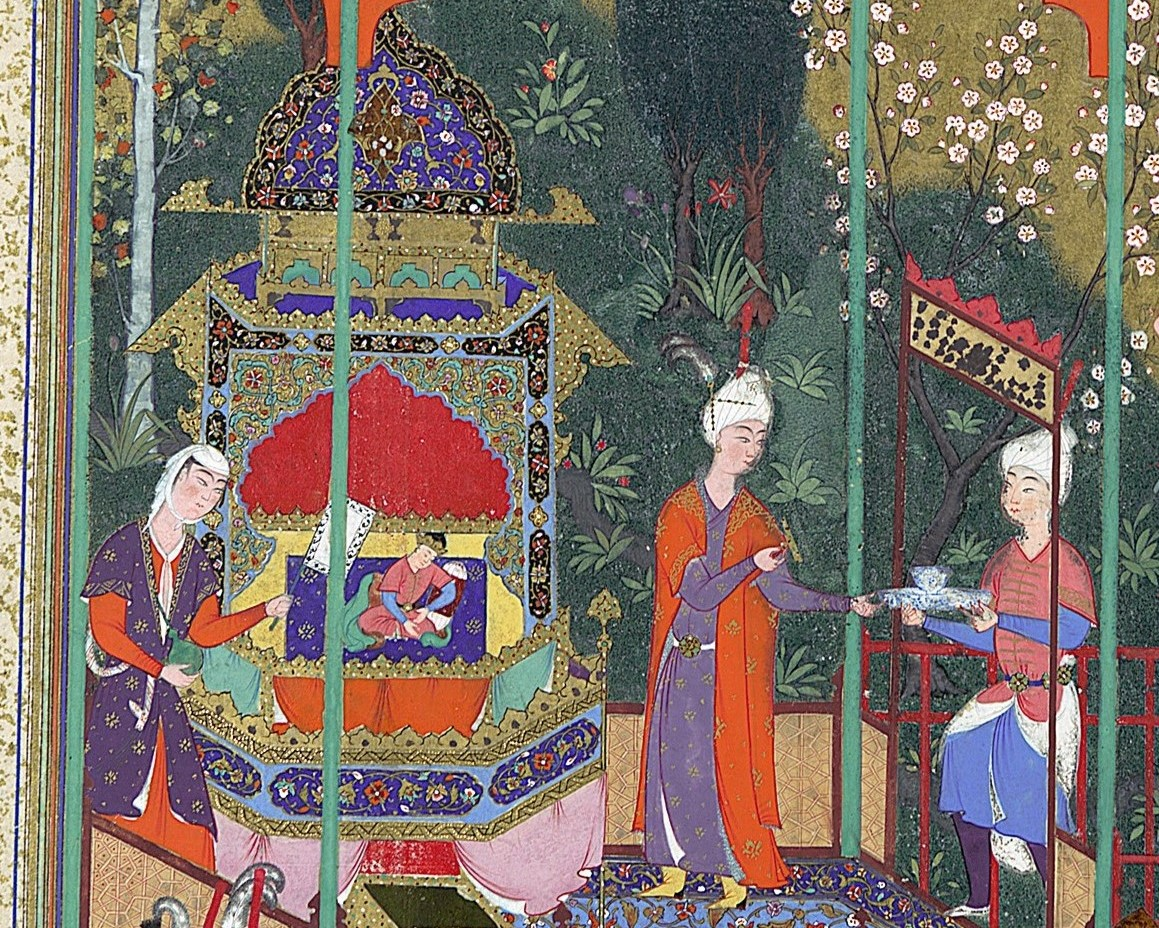
Le « couronnement de Sapor II lors de l'enfance » dans le Shahnameh de Tahmasp, c. 1525-30.

Après le décès de Hormizd II (r. 302-309) en 309 apr. J.-C., son fils Adhur-Narseh (r. 309) le succède, mais il est destitué et tué par les nobles en peu de temps. Les nobles aveuglent ensuite le deuxième fils de Hormizd II emprisonnent son troisième fils, nommé également Hormizd, qui va fuir du prison et s'exiler à Rome. Le trône est donc considéré pour l'enfant à naître de Hormizd II et son épouse Ifra Hormizd : Sapor II (r. 309-379). Les événements suivant la mort de Hormizd II et le processus de l’accès de son fils Sapor II au trône sont mêlés aux histoires des rapports iraniens et arabes. Dans ces rapports, provenant de sources sassanides, les conflits intra-familiaux après la mort de Hormizd, très désagréables pour le royaume, ne sont pas reflétés.
Ifra Hormiz aurait eu 9 enfants en somme. Excepté Sapor II, on ne sait pas lesquels des enfants de Hormizd sont d'Ifra Hormizd ; Mais en se fiant aux historiens byzantins, on peut dire qu'Adhur-Narseh, Hormizd et l'autre fils d'Hormizd sont de sa première épouse. Tabari déclare quant à lui que Hormizd n'a pas d'enfants jusque sa mort, et que son enfant à naître est inévitablement choisi comme roi.
Chapour est né en 309 apr. J.-C. à Ifra Hormizd. Selon une histoire traditionnelle, les courtisans et les prêtres mettent la couronne sassanide sur le ventre d'Ifra Ormuz (lors de sa grossesse) et Chapour naît littéralement roi. Les premières années du règne de Chapour, les courtisans et surtout Ifra Hormizd sont aux commandes,. Noldeke parle de la grande influence d'Ifra Hormizd sur Chapour, même pendant sa croissance. Il n’est pas improbable que même l’accession au pouvoir de Chapour parmi les prétendants au pouvoir soit réalisée grâce à Ifra Hormizd. Alireza Shapour Shahbazi estime qu'en raison de l'incertitude quant au sexe de Chapour avant sa naissance, il lui est impossible d'être couronné dans le ventre de sa mère. Selon lui, Chapour naît 40 jours après la mort de son père, et les nobles assassinent Adhur-Narseh pour obtenir plus de pouvoir et font de Chapour le roi pour rester au pouvoir jusqu'à la fin de son enfance.
La stabilité de l'Iran pendant l'enfance de Chapur est remarquable malgré la régence des nobles et l'absence de roi dans la pratique. Cette stabilité s’explique en partie par le fait que l'empire romain est occupé par les conflits internes. Cependant, l’Iran n’est pas totalement épargné durant cette période et est attaqué par les tribus arabes. À l'âge de seize ans, Chapour réprime ces tribus dans une guerre et rétablit la sécurité aux frontières sud de la contrée.

## Dans le Talmud
Ifra Hormizd est mentionné dans cinq récits du Talmud. Elle est décrite comme une reine qui croit au pouvoir surnaturel des Juifs et tente d'attirer leur attention en leur envoyant des cadeaux et de l'argent. Elle empêche, de plus, son fils de s'immiscer dans les affaires des Juifs et lui conseille de les traiter avec respect et douceur.
Un rabbin babylonien nommé Rava est très présents dans les histoires concernant elle. Selon la tradition, Ifra envoie plusieurs animaux à Rava pour le sacrifice. Vu que, selon les coutumes juives, il est interdit de sacrifier en dehors de Jérusalem, Rava demande l'aide de deux non-juifs pour la tâche.
À une autre occasion, Ifra envoie des échantillons de sang à Rava pour montrer leur composition biologique. Rachi présume que Rava n'ait pas l'expertise nécessaire pour reconnaître le sang qui appartient aux menstruations des femmes et devine souvent réponse. D'autres commentateurs, à contrario, estiment que Rava possédait une connaissance suffisante dans ce domaine. Lorsque Rava répond à la question d'Ifra, elle se tourne vers Chapour et dit : Tu vois à quel point les Juifs sont sages. Chapour, qui n'était pas content des Juifs, réplique que la fortune a aidé Rava pour que sa supposition fût correcte. Ifra envoie ensuite à Rava soixante échantillons de sang, chacun d'une différente source, pour tester et comprendre leur nature. D'après le Talmud, Rava teste cinquante-neuf échantillons de sang et donne la bonne réponse, à l'exception de l'un, qui est le sang d'un pou. Au lieu d’une réponse, Rava envoie une pegne[Quoi ?] à Ifra. Elle se tourne alors vers Chapour et dit que les érudits juifs connaissent les secrets du cœur.
Dans le livre de Bab Batra, l'un des livres du Talmud, il se lit qu'Ifra envoie cent dinars à Rabbi Youssef, afin qu'il en profite pour faire le plus juste. Le rabbin Abathi, élève du rabbin Youssef, estime que le plus correcte est d'acheter et de libérer les prisonniers de guerre qui souffrent de toutes sortes de châtiments et de calamités du monde et dont personne ne se soucie.
Une fois de plus, Ifra envoie quatre cents dinars au clergé juif pour la distribuer aux juifs pauvres. Le rabbin Amy refuse d'accepter l'argent et le restitue à Ifra par l'intermédiaire d'un messager. Ifra renvoie le même montant à Rava et il accepte l'argent. Selon le Talmud, d’une part, rendre l’argent est une démarche polie envers la famille royale ; d’autre part, les traditions juives interdisent de collecter de dons de la part de non-juifs pour les pauvres juifs. Pour résoudre ce problème, Rava distribue l’argent aux pauvres non-juifs. Rachi dit que si les dinars d'Ifra sont appropriés pour libérer les prisonniers juifs, pourquoi n'est-il pas approprié de les distribuer aux pauvres juifs ? Rachi répond qu'en premier lieu, Ifra souligne que cet argent devait être utilisé pour la meilleure charité. D'autres commentateurs estiment que cet argent a été utilisé pour libérer les Iraniens retenus captifs par les Romains.
Il s’avère que les Juifs disposent également d’une grande indépendance en matière judiciaire et peuvent punir les délinquants juifs. Dans un cas, Rava ordonne de flageller un juif pour sa relation illicite avec une femme non-juive. Le Juif fautif est fouetté. Chapour oit la nouvelle et ordonne de punir sévèrement Rava, mais l'intercession d'Ifra le sauve de la punition.
L'association de Rava avec la cour (en particulier avec Ifra) était si amicale que d'autres membres du clergé juif se méfient de lui. Rava est riche et ils le demande d'où il a obtenu tout cet argent. Un jour le tribunal fouille l'habitation de Rava et cette action inattendue convainc le clergé juif de l'innocence de Rava.
Selon un autre livre du Talmud, les ennemis de Rava l'accusent d'avoir volé du trésor royal et l'emprisonnent. Attristés par cet incident, les Juifs se sucient de leur avenir. Les chercheurs estiment que Chapour, sous l'influence de Kartir, mobed zoroastrienne, aurait infligé de nombreuses persécutions aux Juifset si Ifra n'eût pas intercédé.